# San Diego Clásico 2014
El San Diego Clásico es un torneo de preparación organizado por un Grupo de Inversionistas de San Diego, su sede es en el Petco Park, en San Diego. originalmente se había programado para el 12 de julio y 14 de julio de 2014, pero fue pospuesto, debido a la Copa Mundial de Fútbol 2014. participaran Club Tijuana, Dorados de Sinaloa, Club América y Cruz Azul.

## Participantes
- Tijuana
- Dorados
- América
- Cruz Azul

## Fase
|  | Semifinales     | Semifinales |  |            | Final        | Final |  |
|  |                 |             |  |            |              |       |  |
|  |                 |             |  |            |              |       |  |
|  | Petco Park      |             |  |            |              |       |  |
|  | Dorados 0       |             |  |            |              |       |  |
|  | América 2       |             |  |            |              |       |  |
|  |                 |             |  |            |              |       |  |
|  |                 |             |  |            | Petco Park   |       |  |
|  |                 |             |  |            | América 1    |       |  |
|  |                 | Cruz Azul 0 |  |            |              |       |  |
|  |                 |             |  |            |              |       |  |
|  |                 |             |  |            |              |       |  |
|  |                 |             |  |            | Tercer lugar |       |  |
|  | Petco Park      | Petco Park  |  | Petco Park | Petco Park   |       |  |
|  | Tijuana 1 (4)   |             |  | Dorados 1  |              |       |  |
|  | Cruz Azul 1 (5) |             |  |            | Tijuana 3    |       |  |

|                            |
| Campeón América 1.º Título |

## Goleadores
| Jugador      | Equipo | Goles |  |
| ------------ | ------ | ----- |  |
| Bandera de ? |        |       |  |
| Bandera de ? |        |       |  |

- Datos: Q17385180